# Mariangela Parravicini
Mariangela Fabiana Parravicini (Tirano, 7 maggio 1986) è un'ex sciatrice freestyle italiana.

## Biografia
Nata a Tirano, in provincia di Sondrio, nel 1986, specializzata nelle gobbe, debutta in Coppa del Mondo a 16 anni, il 14 dicembre 2002, a Madonna di Campiglio.
A 19 anni partecipa ai Giochi olimpici di Torino 2006, nella gara di gobbe, terminando le qualificazioni al 23º posto, con 19.62, non riuscendo ad entrare tra le prime 20, che accedevano alla finale.